# Humpen, Pargas
Humpen är en klippa i Finland.   Den ligger i kommunen Pargas i landskapet Egentliga Finland, i den södra delen av landet, 150 km väster om huvudstaden Helsingfors.
Terrängen runt Humpen är platt. Havet är nära Humpen åt sydväst.  Närmaste större samhälle är Väståboland, 12,9 km nordost om Humpen. 